# STS–121
Az STS–121 jelű küldetés az amerikai űrrepülőgép-program 115., a Discovery űrrepülőgép 32. repülése.

## Jellemzői
A beépített kanadai Canadarm (RMS) manipulátor kart 50 méter kinyúlást biztosított (műholdak indítás/elfogása, külső munkák [kutatás, szerelések], hővédőpajzs külső ellenőrzése) a műszaki szolgálat teljesítéséhez. Az Orbiter Boom Sensor System (OBSS) rendszerrel újabb 15 méterrel meghosszabbították a manipulátor kinyúlási távolságát. Az első nap hat teljes körű külső vizsgálatot végeztek.

## Első nap
2006. július 4-én a szilárd hajtóanyagú gyorsítórakéták, Solid Rocket Booster(SRB) segítségével Floridából, a Cape Canaveral (KSC) Kennedy Űrközpontból, a LC39–B (LC–Launch Complex) jelű indítóállványról emelkedett a magasba. Az orbitális pályája 91,6 perces, 51,6 fokos hajlásszögű, elliptikus pálya perigeuma 353 kilométer, az apogeuma 354 kilométer volt. Felszálló tömeg indításkor 121 092 kilogramm, leszálló tömeg 114 855 kilogramm. Szállított hasznos teher 14 594 kilogramm.
Az űrrepülőgép, a gyorsítórakéták külső felületére videó kamerákat szereltek, hogy ellenőrizhetővé váljon az indításnál keletkező (!) károk oka, mértéke. A kiértékelés segíti a kár mértékének megállapítását, a világűrben történő javítás szükségét.
Az STS–107 katasztrófáját követően bevezették a mentő űrrepülőgép STS–3xx – (STS–300)/Szojuz űrhajó készenlétét. A mentő űrrepülőgép négy fővel indulva hozna vissza űrhajósokat, illetve a Szojuz űrhajó két fordulóval tudna az űrállomáson rekedt űrhajósokból állományt menteni. A Discovery biztonságos landolását lehetetlenné tevő sérülés vagy meghibásodás esetén a Atlantis STS–115 jelű küldetése kísérelhette volna meg a legénység megmentését. A Discovery négyfős legénysége az STS–115 küldetés tagjaiból állt volna.
A dokkolás megszűnésével az űrrepülőgép lassú sodródása következett, 450 méter távolságban indították a főmotorokat.

## Hasznos teher
A misszió fő célja a 2003-as Columbia-katasztrófa után bevezetett új biztonsági és javítási módszerek második tesztelése. A Multi-Purpose Logistics Module (MPLM) Leonardo 4. repülésén logisztikai árút (víz, élelmiszer, ruházat, személyes tárgyak, orvosi- eszközök, berendezések, kutatási- kísérleti anyagok és eszközök, működést biztosító eszközök) szállított, visszafelé bepakolták a 4300 kilogramm csomagoló anyagokat, kutatási eredményeket, a szemetet. A Nemzetközi Űrállomás (ISS) 13. és 14. személyzetének tagját szállították, Thomas Reitert a (Német Űrügynökség) (ESA) űrhajósát.

### Űrséták
Első űrséta (kutatás, szerelés) alatt az S0 rácselem felületére szerelt kábelek (adatátviteli, videó, vasúti kocsi Canadarm2 mozgatási pályája) működőképességét ellenőrizték. Gyakorolták a termikus védőrétegek javítását (OBSS). A másodikon sürgősségi szerelési, javítási feladatot végeztek. A harmadik űrsétán az űrrepülőgép termikus védelmi sérüléseit javították.
(zárójelben a dátum és az időtartam)
- EVA 1: Piers Sellers és Michael Fossum (2006. július 8., 7 óra 32 perc)
- EVA 2: Piers Sellers és Michael Fossum (2006. július 10., 6 óra 47 perc)
- EVA 3: Piers Sellers és Michael Fossum (2006. július 12., 7 óra 11 perc)

## Tizenkettedik nap
2006. július 17-én a Kennedy Űrközponton (KSC), kiinduló bázisán szállt le. Összesen 12 napot, 18 órát, 37 percet és 54 másodpercet töltött a világűrben. 8 500 000 kilométert (3 100 000 mérföldet) repült, 202 alkalommal kerülte meg a Földet.

## Személyzet
(zárójelben a repülések száma az STS–121 küldetéssel együtt)
- Steven Wayne Lindsey (4), parancsnok
- Mark Edward Kelly (2), pilóta
- Michael Edward Fossum (1), küldetésfelelős
- Piers John Sellers (2), küldetésfelelős
- Lisa Marie Nowak (1), küldetésffelelős
- Stephanie Diana Wilson (1), küldetésfelelős
- Thomas Reiter (2) (Német Űrügynökség (ESA), küldetésfelelős/ISS fedélzeti mérnök

### Visszatérő személyzet
- Steven Wayne Lindsey (4), parancsnok
- Mark Edward Kelly (2), pilóta
- Michael Edward Fossum (1), küldetésfelelős
- Piers John Sellers (2), küldetésfelelős
- Lisa Nowak (1), küldetésfelelős
- Stephanie Diana Wilson (1), küldetésfelelős